# الخرسا (قرية)
الخرسا من القرى السورية الواقعة في محافظة السويداء، تقع في منطقة اللجاة غرب السويداء، يقدر عدد سكانها ب{ 5000 آلاف نسمة} تقريبآ خمسة آلاف نسمة، تنتشر قيها الأثار التي تعود للفترة الرومانية من بيوت وأبنية ومعابد وغيرها.
تنتابي أبو معتصم عواد مسعود. . وتعد الخرسا من المناطق الريفية الجميلة حيث تضم مقاما دينيا يدعي ام كباش يتوافد اليه الزوار من جميع أبناء الطائفة الدرزية في محافظة السويداء والمحافظات الأخرى كل ذلك سمح للخرسا بأن تكون معلما سياحيا ودينيا في نفس الوقت الدي جعل منها معلما اساسيا..
```
. 
```